# Penicillium camemberti
O Penicillium camemberti é um bolor, muito utilizado na fabricação de vários tipos de queijo, nomeadamente o Brie e o Camembert (de onde provém o nome desta espécie).
Este bolor dá um gosto frugal no queijo que tem de ser consumido no máximo 90 dias após sua fabricação, senão o gosto fica muito forte. O Penicillium  precisa de um teor de eh, Aa, pH e temperatura específicos para se desenvolver. É positivo, pois o bolor é aeróbio, o pH ideal é de 4,5 a 6,7, para Aa é necessário 0,80 pois é deteriorante, a temperatura ótima é de 13°C, e umidade de 93-94%.

## Sinônimos
- Penicillium album Epstein (1902)
- Penicillium rogeri Wehmer (1906)
- Penicillium caseicola Bainier (1907)
- Penicillium biforme Thom (1910)
- Penicillium candidum Roger (1923)
- Penicillium paecilomyceforme Szilvinyi (1941)[1]